# Красноармейск (Саратовска област)
Вижте пояснителната страница за други значения на Красноармейск.
Красноармейск (на руски: Красноармейск) е град в Русия, административен център на Красноармейски район, Саратовска област. Населението му към 1 януари 2018 година е 22 994 души.